# Portaobjectes

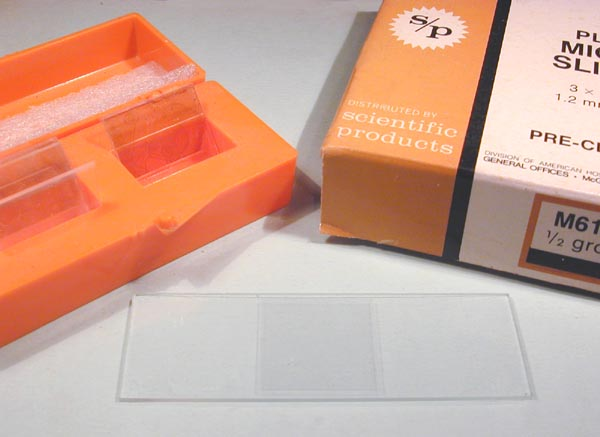
Portaobjectes.

Un portaobjectes és una placa de vidre rectangular de 76x26mm on es dipositen les mostres del microscopi, poden ser de diferents tipus: tallats, polits, esmerilats i excavats, són d'un sol ús i han d'estar molt nets, ja que una mica de brutícia fa que la mostra no es pugui observar bé.
S'han de netejar amb una dissolució del 50% d'alcohol èter, en el cas que no netegi així, llavors amb una dissolució d'alcohol sulfúric amb una distribució de 99 a 1.